# Stanisław Łęgowski
Stanisław Lech Łęgowski (ur. 8 maja 1931 w Toruniu, zm. 4 marca 2015 tamże) – polski fizyk, specjalizujący się w fizyce atomowo-molekularnej i optyce kwantowej. Profesor dr hab, rektor Uniwersytetu Mikołaja Kopernika w Toruniu w latach 1984–1987.

## Życiorys
Stanisław Łęgowski urodził się 8 maja 1931 roku w Toruniu. W 1950 roku ukończył Gimnazjum i Liceum im. Mikołaja Kopernika w Toruniu i podjął studia w zakresie fizyki na Uniwersytecie Mikołaja Kopernika, które ukończył w 1955 roku. Jeszcze w trakcie studiów zaczął pracę w Katedrze Fizyki Teoretycznej macierzystej uczelni, a po ich ukończeniu studiów odbył aspiranturę w Instytucie Fizyki PAN. W latach 1960. został zatrudniony w Zakładzie Fizyki Doświadczalnej UMK i w latach 1969–1983 był jego kierownikiem, od 1984 do 1987 roku kierownikiem Zakładu Fizyki Doświadczalnej i Dydaktyki Fizyki, a potem Zakładu Fizyki Atomowej. Był też wicedyrektorem Instytutu Fizyki (1970-1971). Kilkakrotnie był wybierany do Senatu UMK (1969–1972, 1981–1984, 1987–1990). W latach 1984–1987 pełnił funkcję rektora Uniwersytetu Mikołaja Kopernika, stanowisko uzyskał dzięki poparciu podziemnego Niezależnego Zrzeszenia Studentów.
Specjalizował się w spektroskopii atomowej, strukturze atomowej oraz zagadnieniach polaryzowalności atomowej i molekularnej. W 1960 uzyskał stopień doktora w Instytucie Fizyki PAN w Warszawie, tematem jego rozprawy doktorskiej było Wyznaczanie rozkładu natężenia linii rezonansowych rtęci rozszerzonej domieszkami argonu w oparciu o teorię A. Jabłońskiego, a promotorem Aleksander Jabłoński. Stopień doktora habilitowanego uzyskał na UMK w 1967 roku, na podstawie rozprawy Procesy relaksacji w optycznie pompowanych układach gazowych. Tytuł profesora nadzwyczajnego otrzymał w 1976, a profesora zwyczajnego nauk fizycznych w 1991 roku.
Od początku lat 1950. był związany z AZS przy UMK i działał w nim ponad 60 lat, m.in. w latach 1971−1974 był jego prezesem, a od 1991 roku członkiem honorowym. W 2015 roku zorganizowano w toruńskiej Arenie memoriał jego imienia z udziałem koszykarek Basket Gdynia, AZS UMCS Lublin i Energa Toruń.